# Taravero
Taravero es una localidad situada en la provincia de Burgos, comunidad autónoma de Castilla y León (España), comarca de Ebro, partido judicial de Miranda, ayuntamiento de Condado de Treviño.

## Geografía
En el valle del río Ayuda, afluente del Ebro por su margen izquierda, junto a las localidades de Villanueva Tobera, San Martín Zar, Arana y Moraza. Además tiene al norte a la ciudad de Vitoria (a 22 km) así como al suroeste a Miranda de Ebro (a 24 km) y Logroño al sur (47 km).

## Situación administrativa
Entidad Local Menor

## Parroquia
Iglesia parroquial de San Miguel en el Arcipestrazgo de Ribera-Treviño , diócesis de Vitoria

## Demografía
Evolución de la población
| Gráfica de evolución demográfica de Taravero entre 2000 y 2017     |
|                                                                    |
| Población de derecho (2000-2017) según el padrón municipal del INE |

## Historia
Así se describe a Taravero en el tomo XIV del Diccionario geográfico-estadístico-histórico de España y sus posesiones de Ultramar, obra impulsada por Pascual Madoz a mediados del siglo XIX:

Lugar en la provincia, audiencia territorial, capitanía general de Burgos (18 leguas), partido judicial de Miranda de Ebro (4), diócesis de Calahorra (16), ayuntamiento y condado de Treviño (1 ½). Situado en la falda del monte de su nombre, con buena ventilación y clima frío, pero sano; las enfermedades comunes son constipados. Tiene 10 casas; escuela de instrucción primaria dotada con 24 fanegas de trigo, y una iglesia parroquial (San Miguel) servida por un beneficiado con la cura de almas, y su sacristán. El término confina N Dordoniz; E San Martín Zar; S Moraza y Villanueva, y O este último y Tovera; en él se encuentra una ermita dedicada a San Miguel. El terreno es de mediana calidad; el monte está poblado de robles y encinas; le cruzan varios caminos locales. Producciones: cereales, legumbres y patatas; cría ganado lanar, mular, cabrío y vacuno; caza de liebres, perdices y palomas. Población: 8 vecinos, 40 almas. Capital productivo: 9.400 reales. Imponible: 361.
Diccionario geográfico-estadístico-histórico de España y sus posesiones de Ultramar